# Ann McLane Kuster
Ann McLane Kuster (Concord, 5 settembre 1956) è una politica e avvocato statunitense, membro della Camera dei Rappresentanti per lo stato del New Hampshire dal 2013 al 2025.

## Biografia
Nata e cresciuta nel New Hampshire, Ann McLane è figlia di due politici repubblicani e suo nonno fu anche governatore del New Hampshire. Dopo la laurea in legge alla Georgetown University, la McLane esercitò la professione di avvocato per molti anni.
Agli inizi degli anni duemila la McLane, che nel frattempo aveva sposato Brad Kuster assumendone il cognome, divenne attiva nel Partito Democratico. Dopo aver servito nel comitato direttivo di ben due campagne elettorali presidenziali (John Kerry nel 2004 e Barack Obama nel 2008), la Kuster si candidò alla Camera dei Rappresentanti nel 2010. La competizione fu molto serrata e alla fine la Kuster venne sconfitta di misura dall'avversario repubblicano Charles Bass.
Due anni dopo la Kuster si candidò nuovamente per il seggio e riuscì a farsi eleggere sconfiggendo Bass. Così facendo, entrò a far parte di una delegazione congressuale interamente composta da donne (le senatrici Jeanne Shaheen e Kelly Ayotte e l'altra deputata Carol Shea-Porter).